# 215 (tal)
215 är det naturliga talet som följer 214 och som följs av 216.

## Inom vetenskapen
- 215 Oenone, en asteroid

## Inom matematiken
- 215 är ett udda tal.
- 215 är ett sammansatt tal
- 215 är ett ikositrigontal
- 215 är ett semiprimtal
- 215 är ett palindromtal i det kvarternära talsystemet.
- {\displaystyle 215=(3!)^{3}-1}